# Dina El Wedidi
Dina El Wedidi (en árabe: دينا الوديدي‎) (Guiza, 1 de octubre de 1987) es una cantante, compositora, guitarrista y ocasional actriz egipcia, reconocida como la intérprete principal de un conjunto de músicos que se han presentado en forma extensiva en los últimos años, fusionando estilos de música locales e internacionales.[cita requerida]

## Primeros años
Wedidi nació y se crio en Guiza, Egipto. Estudió literatura oriental con énfasis en literatura turca y persa en la Universidad de El Cairo, graduándose en 2008 y pasando algún tiempo desempeñándose como traductora y guía turística en su país natal.
Wedidi descubrió su pasión por la música después de unirse al teatro El Warsha en 2008, donde aprendió a cantar una amplia variedad de géneros tradicionales con la ayuda de su tutor Maged Soliman. Luego decidió abandonar El Warsha y comenzó a explorar todo el potencial de su voz. También participó en muchos talleres con músicos independientes tanto en Egipto como en otros países, entre ellos el músico ganador del premio Grammy Fathy Salama y la cantante y compositora Kamilya Jubran.

## Carrera musical

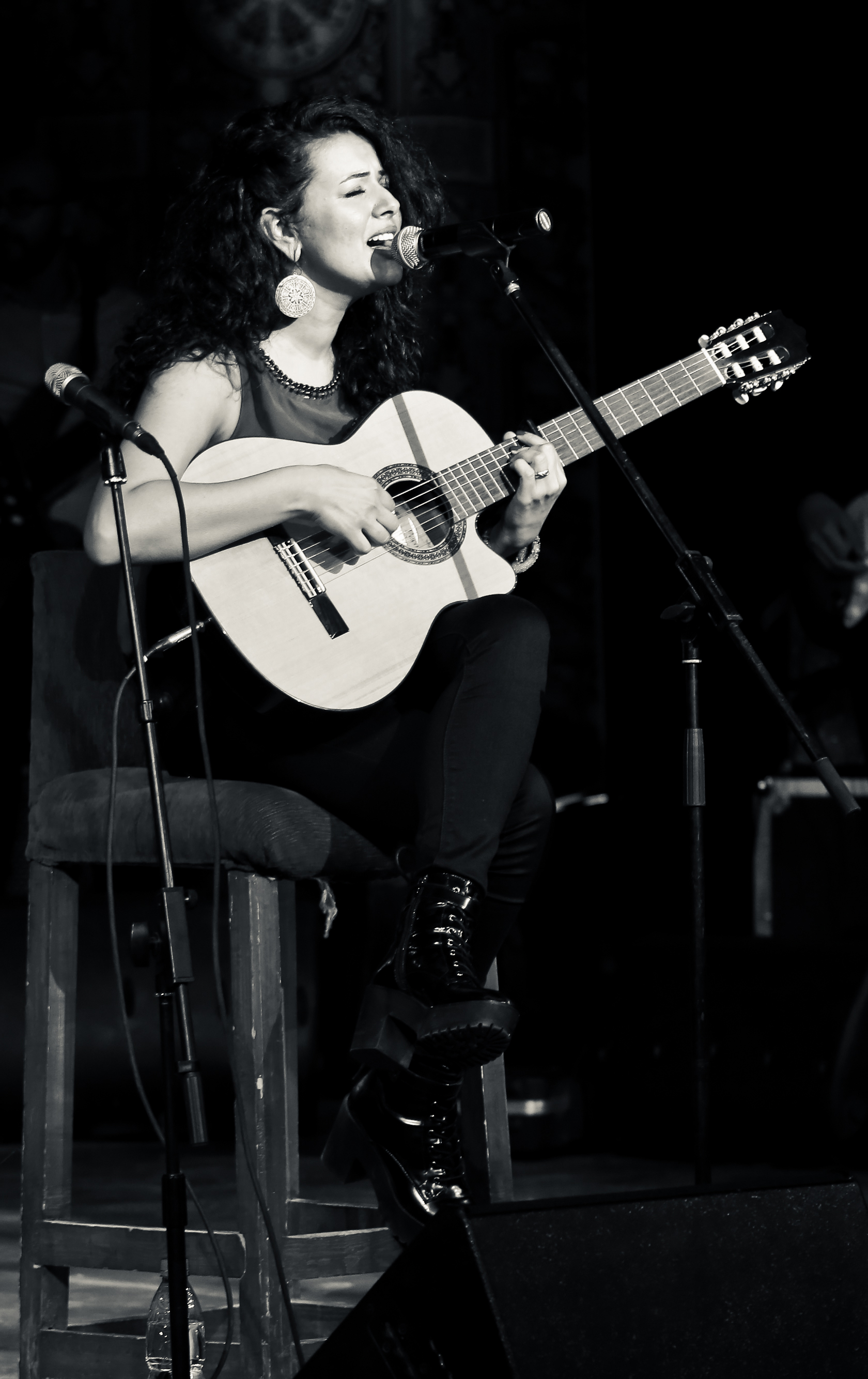
Dina El Wedidi en concierto.

Iniciando en 2011, Wedidi abandonó El-Wersha y fundó su propio grupo con otros seis músicos. Coincidencialmente, la revolución egipcia de 2011 se desató y El Wedidi tomó parte en una Operetta moderna, Khalina Nehlam, con la banda egipcia Masar Egbari, Tamer Shalaby y los cantantes tunecinos Mahdi Rabeh, Anis Dridi y Mohamed Bin Jemaa. La canción resultante fue un gran éxito y representó los sentimientos del mundo árabe en ese turbulento año.

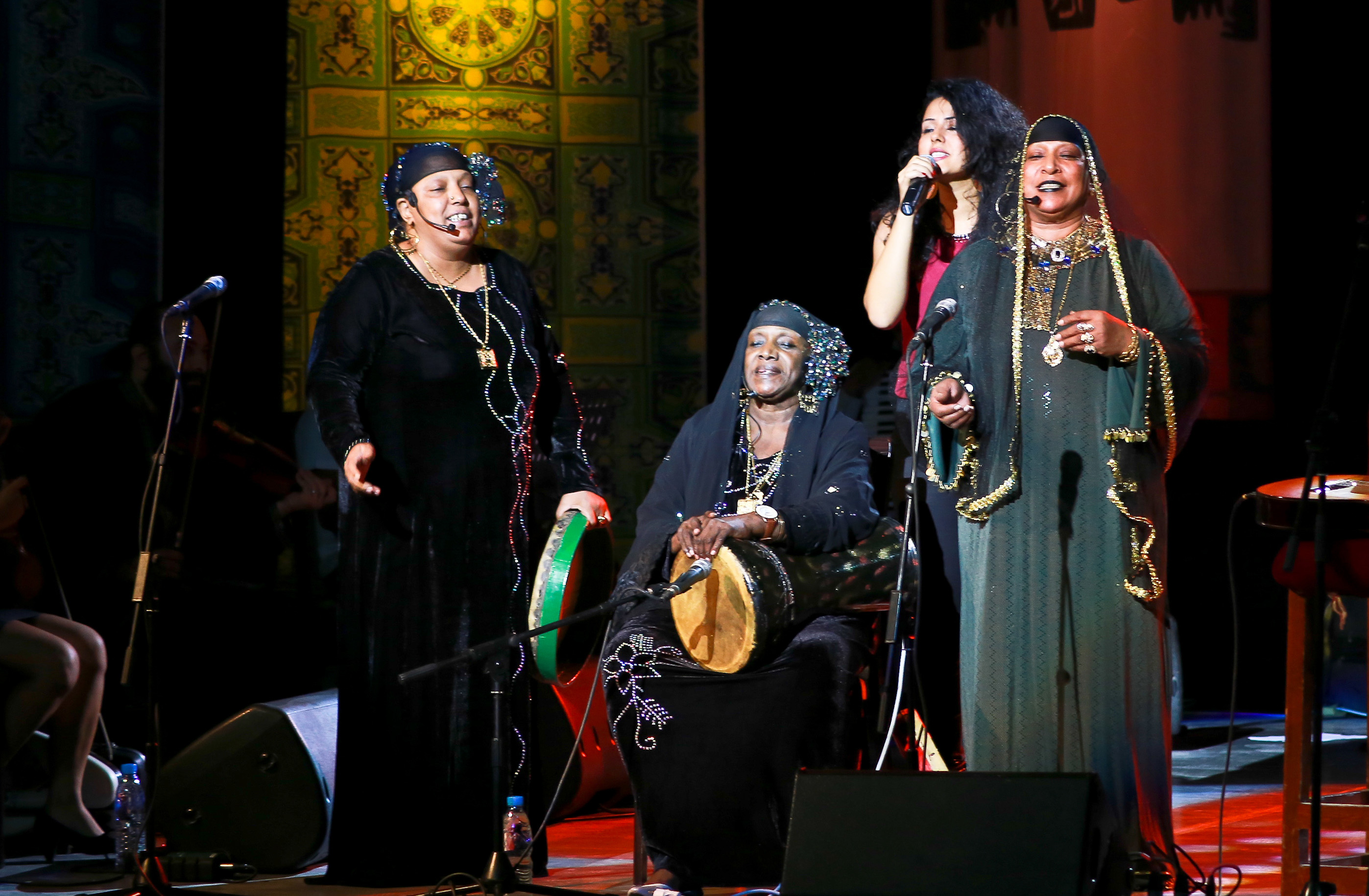
Dina El Wedidi en un concierto en la Ópera Damanhour en 2014.

### Tutoría de Gilberto Gil
En 2012 Wedidi fue escogida por el reconocido cantautor brasileño Gilberto Gil como su protegida en la Iniciativa Artística Rolex. Ambos brindaron un recital en el evento Back2Black, como parte del Festival de Londres de 2012. Más tarde se reunieron para adelantar eventos musicales y charlas en Suiza, Estados Unidos, Brasil y Egipto. Cuando le preguntaron a Gil sobre Dina, él respondió:

El talento, el compromiso, la dedicación y la capacidad para trabajar duro, son características de Dina. Y con sus músicos es abierta, cooperativa y democrática. Su música es muy variada, tiene un tipo de personalidad multifacética, trabajando con el cambio. Cada pocos meses se ingenia nuevas ideas. A su edad, cuando tienes curiosidad, eso es lo que sucede, estás encontrando un camino a seguir. Es increíble. Hace un año estaba cantando con bandas locales en la Plaza Tahrir de El Cairo durante la revolución, y luego tocando conmigo en Londres una canción apropiadamente bicultural, "Egyptian Bossa Nova". La mentoría fue para darle a ella la oportunidad de seguir la forma en que trabajamos, cómo preparamos nuestras canciones, nuestros discos, nuestros conciertos, cómo viajamos y elegimos audiencias, y por qué venimos a Europa y vamos a África. Dina tiene una gran personalidad artística, ha sido adaptada por la vida para ser un artista. Ella ya es una estrella recién nacida.
Gilberto Gil

### Proyecto Nilo
En 2013 Wedidi tomó parte del Proyecto Nilo, que es una iniciativa musical y ambiental que reúne a músicos y pensadores de todo el valle del Nilo. Dina participó con su canción "Ya Ganouby" (que significa "Oh, mi sur") en la que Wedidi canta acerca de su pesar por estar desconectada de su sur (una metáfora del Nilo), y su deseo de que se convierta en una parte más integral de su vida. La canción es una expresión musical de la misión del colectivo, de unirse y sanar las relaciones rotas en sus entornos culturales y naturales.

## Discografía
- Songs from a Stolen Spring (recopilatorio) (2014)[7]
- Turning Back (2014)[8]